# Żuławki (województwo warmińsko-mazurskie)
Żuławki (niem. Sulawken, 1938–1945 Kleinbednarken) – osada w Polsce położona w województwie warmińsko-mazurskim, w powiecie ostródzkim, w gminie Ostróda.
W latach 1975–1998 miejscowość administracyjnie należała do województwa olsztyńskiego.